# Château de Brûlé
Le château de Brûlé est un édifice situé à Bubry, en France.

## Situation
Les ruines du château sont situées sur le territoire de la commune de Bubry, au lieu-dit le Brûlé, dans le département du Morbihan, en région Bretagne.

## Description
Le château date du XVIe siècle et les communs du XVIIIe siècle, édifice à un étage carré, élévation à travées, construit en granite. Toiture à longs pans couverte d'ardoises.

## Histoire
Le château est inscrit à l'inventaire général du patrimoine culturel.